# Полуэктов, Павел Петрович
Полуэктов Павел Петрович (22 августа 1949, Москва — 10 марта 2015, Москва) — советский и российский физик, доктор физико-математических наук (1994), профессор (2002), академик РАЕН (член-корреспондент с 1997).

## Биография
В 1974 г. с отличием закончил МИФИ с получением диплома «Теоретическая ядерная физика». В 1977 г. окончил аспирантуру МИФИ, получив степень кандидата физико-математических наук. В 1977 году поступил на работу в ВНИИНМ, где последовательно занимал должности от младшего научного сотрудника до заместителя генерального директора, а с 2014 года — главного научного сотрудника отделения 220.
Являлся исследователем в области обращения с радиоактивными отходами и переработки отработанного ядерного топлива, включая моделирование технологических процессов. В 1994 г. защитил докторскую диссертацию, в 2002 г. ему было присвоено звание профессора. Под его научным руководством были выполнены десятки НИОКР, защищены несколько докторских и кандидатских диссертаций, выпущено около 200 публикаций в отечественных и зарубежных изданиях.
Активно занимался международной деятельностью, в течение долгих лет являлся представителем Росатома в профильных комитетах МАГАТЭ, участником выполнения проектов МАГАТЭ. Писал стихи.
Скончался в Москве 10 марта 2015 года после длительной болезни. Был похоронен на Хованском кладбище в Москве.

## Научная деятельность
Основные труды по взаимодействию излучения (акустического, электромагнитного, ионизирующего) с малыми количествами вещества, физике поверхностных явлений, обращению с радиоактивными отходами, природных явлений и др. Автор научных статей и одной монографии по стёклам для радиоактивных отходов.
В 1982 году П. П. Полуэктов разработал совместно с Э. А. Маныкиным теорию поглощения излучения тонкими металлическими плёнками и малыми частицами. Им теоретически (совместно с учениками) показано комбинационное рассеяние на каплях воды (показано, что радиоизлучение грозовых облаков связано с этим), газовых пузырьках в воде и жидком гелии, включая когерентные эффекты (эхо). Изучены поверхностная диффузия и доказана диффузионная нестабильность твёрдых плёнок в сильных электрических полях (твердотельный аналог эффекта Кельвина — Гельмгольца) и малых заряженных частиц (твердотельный аналог неустойчивости Рэлея)).
В 1982 году П. П. Полуэктов разработал совместно с Э. А. Маныкиным и М. И. Ожованом теорию конденсированного возбуждённого состояния (ридберговской материи). Ридберговкая материя наблюдалась экспериментально в ряде лабораторий и возможно имеет прямое отношение к природному явлению в виде шаровых молний). Обзор  предоставляет информацию о Ридберговской материи и возможных приложениях для разработки чистой энергии, катализаторов, исследования космических явлений и использования в датчиках. 
В 1982 году П. П. Полуэктов разработал совместно с В. А. Кащеевым теорию само-захоронения радиоактивных отходов. Совместно с учениками им показана практическая возможность изучения глубинных слоёв Земли, включая мантию, на основе акустической эмиссии при плавлении и кристаллизации горных пород при самопогружении вольфрамовых капсул,
Под руководством П.П. Полуэктова развито новое научное направление: системный анализ характеристик тонкодисперсных частиц в природных и техногенных средах, направленное на решение крупной практической задачи - научному обоснованию  технических подходов, разработке, созданию и малосерийному производству нового  поколения приборов экспресс-контроля основных параметров таких систем. Это методы определения дисперсного  состава аэрозолей,   гидрозолей,   порошков,   газовых пузырей в жидкости применительно к решению вопросов экологического контроля химического и радиоактивного состава  промышленных аэрозольных выбросов и гидрозольных сбросов, оптимизации рецептур дезактивирующих растворов с целью уменьшения количества вторично образующихся   радиоактивных   отходов,  составов   пылеподавляющих покрытий для   предотвращения пылеуноса с территорий, подвергшихся радиоактивному загрязнению, решению технологических вопросов; методы определения зарядов частиц с возможностью экспресс контроля их радиоактивности, в частности, в промышленных выбросах   предприятий, получения стандартных образцов радиоактивных частиц для калибровки средств контроля, а такие определения фракционных плотностей и фрактальной структуры  вещества   частиц   с  целью   оптимизации   параметров аэрозольных фильтров, изучения процессов переноса вредных веществ; вопросы создания и внедрения аппаратуры и методик, направленных на решение вопросов мониторинга в рабочих зонах и выбросов предприятий, окружающей среды, контроля и оптимизации технологических процессов, прогнозирования возможных экологических последствий аварийных ситуаций.

## Награды и премии
Были присвоены звания «Ветеран труда ВНИИНМ» и «Ветеран труда атомной энергетики и промышленности», он награждён медалью «В память 850-летия Москвы», его имя занесено в Книгу Почёта ВНИИНМ им. А. А. Бочвара.
В одном из своих интервью президент РАН В. Е. Фортов назвал ридберговскую материю большим научным событием. Мартовский номер Journal of Cluster Science (Volume 23, Issue 1, 2012) тематически посвящён ридберговской материи .